# Hymenocephalus tenuis
Hymenocephalus tenuis är en fiskart som beskrevs av Gilbert och Hubbs, 1917. Hymenocephalus tenuis ingår i släktet Hymenocephalus och familjen skolästfiskar. Inga underarter finns listade i Catalogue of Life.